# Yamil Peralta Jara
Yamil Peralta Jara (Caseros o San Miguel, 16 de julio de 1991) es un boxeador argentino de peso crucero campeón mundial plata del CMB que obtuvo medalla de bronce en los Juegos Panamericanos de 2011 y representó a su país en los Juegos Olímpicos de Londres 2012 y Juegos Olímpicos de Río de Janeiro 2016. También consiguió un tercer puesto en el Campeonato Mundial de boxeo en 2013.